# 熏倒牛属
熏倒牛属（学名：Biebersteinia）是熏倒牛科下的一个属，为多年生矮小草本植物。该属共有5种，分布于欧洲至中亚。